# Porricondyla separata
Porricondyla separata är en tvåvingeart som beskrevs av Junichi Yukawa 1971. Porricondyla separata ingår i släktet Porricondyla och familjen gallmyggor. Inga underarter finns listade i Catalogue of Life.